# Belleville, Ontario

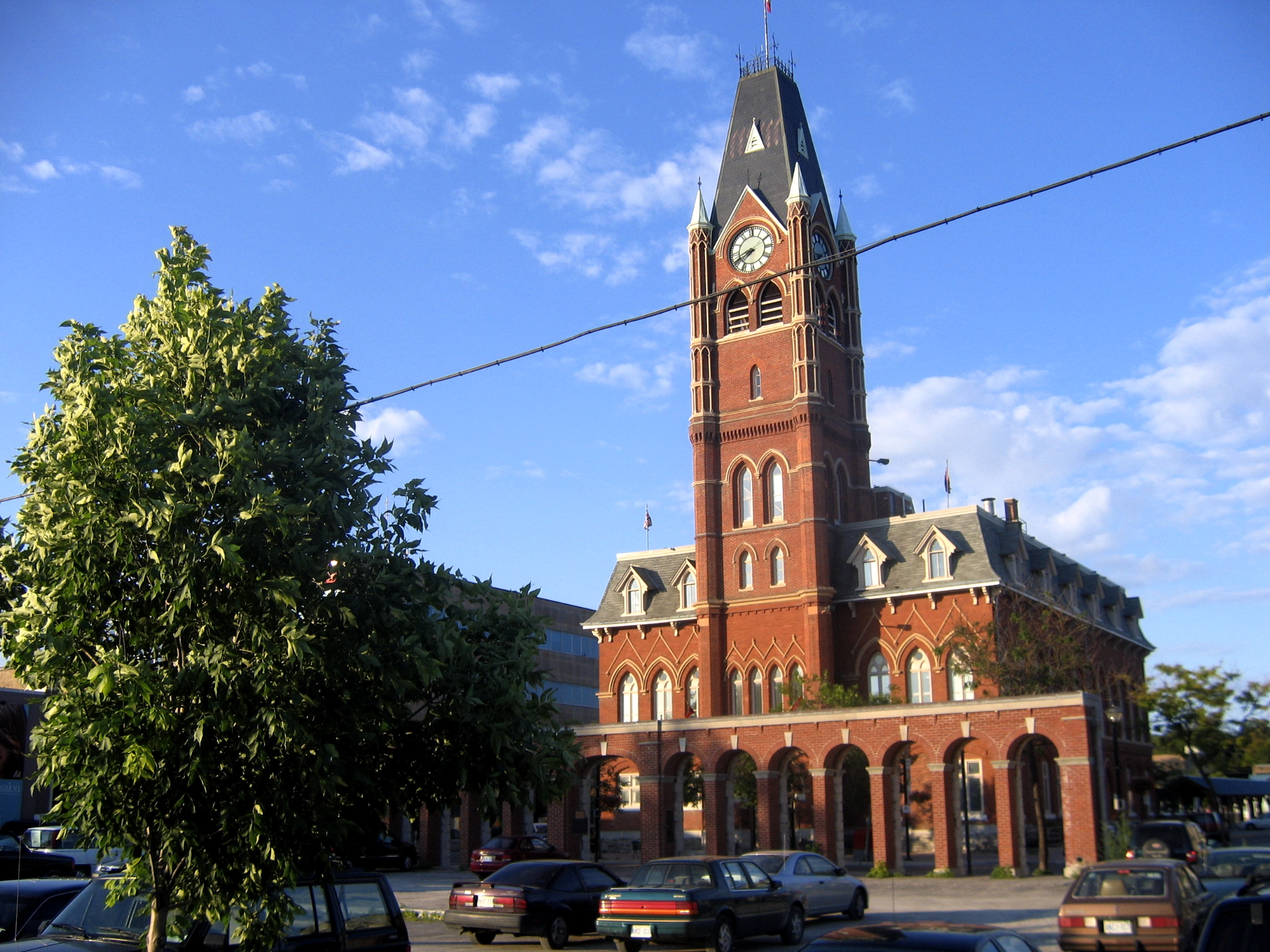
Belleville, Ontario.

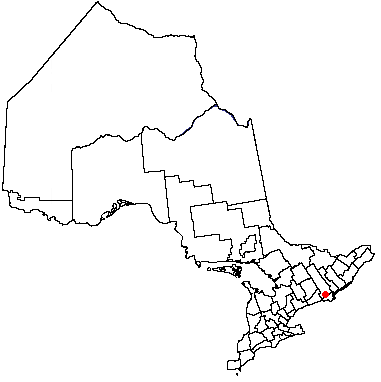
Bellevilles läge i Ontario.

Belleville är en stad som ligger vid utloppet av Moira River till Bay of Quinte i sydöstra Ontario i Kanada. Belleville är residensstad för Hastings County. Nuvarande borgmästare i staden är Neil Ellis (vald 13 november 2006). Belleville grundades 1789 på en plats som av lokalbefolkningen kallades Asukhknosk. Staden hette från början Meyer's Creek, vilket ändrades till nuvarande namn år 1816. Sångerskan Avril Lavigne föddes i Belleville.

## Stad och storstadsområde
Bellevilles stad, City of Belleville, har 48 821 invånare (2006) på en yta av 246,76 km², varav tätorten har 40 440 invånare (2006).
Det urbaniserade området, bestående av tätorterna Belleville samt Quinte West, har 64 071 invånare (2006) på en yta av 78,82 km². Hela storstadsområdet, Belleville Census Agglomeration, har 91 518 invånare (2006) på en yta av 740,61 km². Området består av de två grannstäderna Belleville och Quinte West.